# Conus therriaulti
Espèce
Conus therriaulti est une espèce de mollusques gastéropodes marins de la famille des Conidae.
Comme toutes les espèces du genre Conus, ces escargots sont prédateurs et venimeux. Ils sont capables de « piquer » les humains et doivent donc être manipulés avec précaution, voire pas du tout.

## Description
La taille de la coquille atteint 43 mm.

## Distribution
Cette espèce marine d'escargot conique est présente dans la mer des Caraïbes au large du Yucatán, au Mexique.

## Taxonomie

### Publication originale
L'espèce Conus therriaulti a été décrite pour la première fois en 2013 par le malacologiste américain Edward James Petuch (d),.

### Synonymes
- Conus (Lindaconus) therriaulti (Petuch, 2013) · appellation alternative
- Lindaconus therriaulti Petuch, 2013 · non accepté (combinaison originale)